# تولیای جوان‌تر

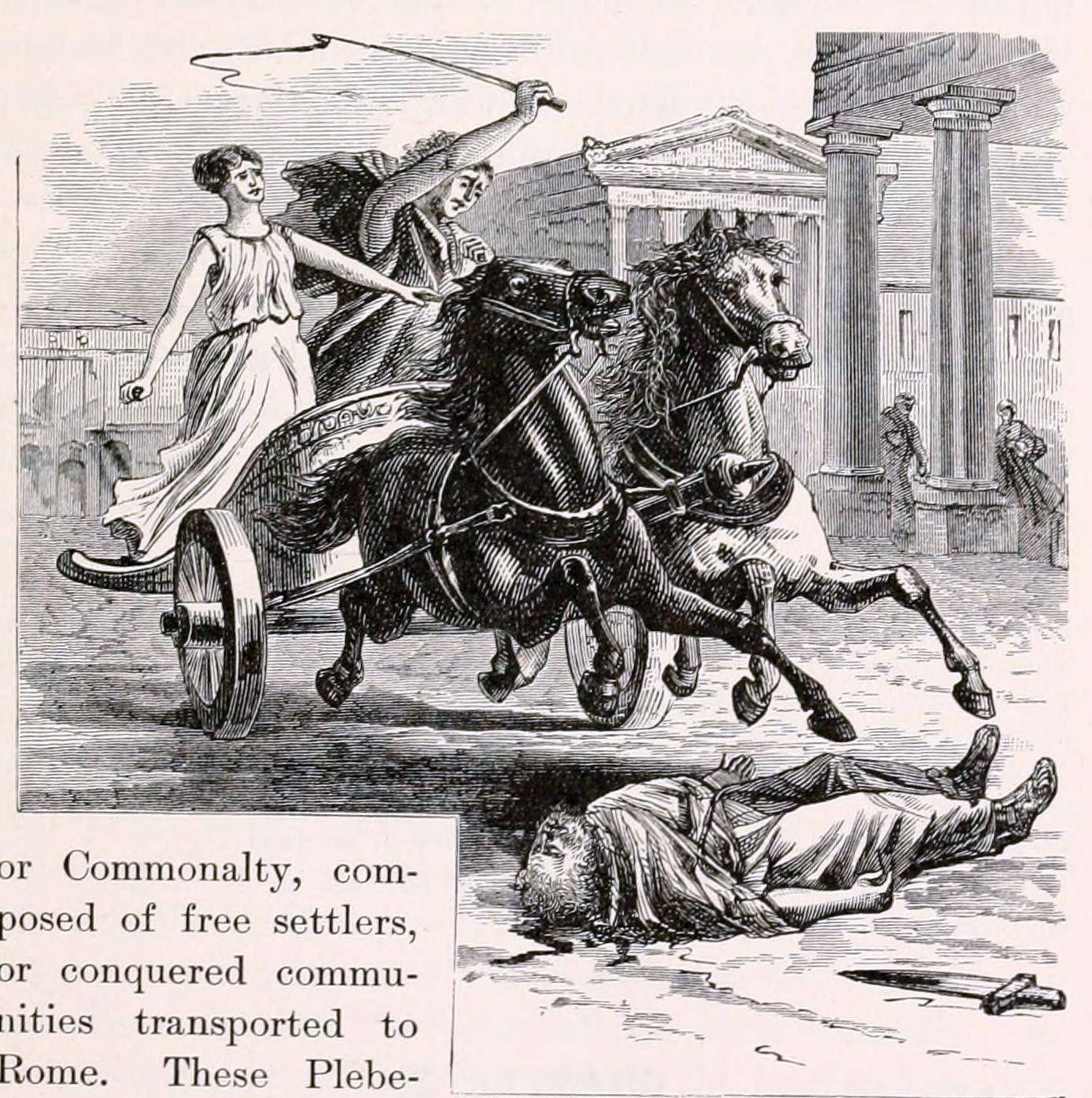
تولیا به ارابه‌رانش دستور می‌دهد از جنازهٔ پدرش، سرویوس تولیوس، رد شود.

تولیای جوان‌تر (به لاتین: Tullia Minor) شخصیتی نیمه افسانه‌ای در تاریخ روم است که در نوشته‌های تیتوس لیویوس و سیسرون و دیونوسیوس هالیکارناسی بدو اشاراتی شده‌است. او همسر لوکیوس تارکوئینیوس متکبر، آخرین ملکهٔ پادشاهی روم و دختر کوچکتر سرویوس تولیوس ــ ششمین شاه روم ــ بود. وی به‌همراه همسرش نقشهٔ براندازی و حتی قتل پدرش را ریخت تا همسرش به پادشاهی برسد. اعمالش او را بدل به شخصیتی منفور و شر در فرهنگ رومی کرد.

## خانواده و ازدواج
او دختر جوان‌تر سرویوس تولیوس، ششمین شاه روم، بود. موافق آداب و رسوم رومی، هر دو دخترِ سرویوس تولیوس «تولیا» نامیده شدند که شکل مؤنث «تولیوس»، نام خانوادگی پدرشان، است.برای فرق گذاشتن بین آن دو، بزرگ‌تری را تولیای بزرگ‌تر و کوچک‌تری را تولیای جوان‌تر نامیدند.
سرویوس تولیوس این دو دخترش را به لوکیوس تارکوئینیوس متکبر و آرونس تارکوئینیوس تزویج کرد که هر دو پسران شاه پیشین، تارکوئینیوس پریسکوس، بودند. تیتوس لیویوس در کتاب از پیدایش روم می‌گوید که قصد سرویوس از این کار این بود که نگذارد همان کینه‌ای که در پسران آنکوس مارکیوس برضد پریسکوس پدید آمده بود، در پسران پریسکوس برضد خودش پدید بیاید، زیرا او پادشاهی را از آن دو پسرِ پریسکوس دریغ کرده بود. تولیای بزرگ‌تر، که آرام بود، با لوکیوس، که تندمزاج و جاه‌طلب بود، ازدواج کرد و تولیای جوان‌تر، که تندمزاج بود، با آرونس، که ساکت و آرام بود. با این‌حال، تشابه مزاج سبب شد دو مزاج تندرو، لوکیوس و تولیای جوان‌تر، با یکدیگر رفت‌وآمد و گفتگوهای مخفیانه داشته باشند و جذب یکدیگر شوند، چنان‌که تولیا از عشق خود به او گفت و او را به‌خاطر جاه‌طلبی‌اش ستود و از بی‌عرضگی همسر خودش، آرونس، شکوه کرد. پس این دو، طبق نقشه‌ای که با هم ریختند، همسران خود را کشتند و با هم ازدواج کردند.

## براندازی سرویوس و کشتنش
تولیا پس از ازدواج با لوکیوس تارکوئینیوس متکبر، هر روز او را به غصب تاج‌وتخت پدرش سرویوس برمی‌انگیخت. او نمی‌توانست به خود بقبولاند که چطور تاناکوئیل، زنی از نژاد اتروسکی و غیررومی، توانسته بود چنان قدرتی اعمال کند که نخست شوهرش تارکوئینیوس پریسکوس و سپس دامادش سرویوس را به پادشاهی روم برساند. او به شوهر جدیدش یادآوری می‌کرد که پدربزرگش دماراتوس اهل کورینت چنان زرنگ بود که از کورینت (در یونان) به تارکوئینیئی (در ایتالیا) آمد، و پدرش تارکوئینیوس پریسکوس نیز از تارکوئینیئی به روم درآمد و با جاه‌طلبی به پادشاهی رسید، اما خودش (=تارکوئینیوس متکبر) عرضه ندارد تاج‌وتخت پدرش را از دست پدرزنش سرویوس پس‌بگیرد. با این تحریکات، تولیا توانست شوهرش تارکوئینیوس متکبر را به تلاش برای غصب تاج‌وتخت برانگیزد. پس تارکوئینیوس متکبر در نخستین گام روی به سناتورهایی آورد که سال‌ها قبل پدرش پریسکوس آنان را به سناتوری برگزیده بود، و حق بزرگی که پدرش به گردنشان دارد را بهشان یادآوری کرد و ایشان را انعام و صلت بخشید و از پدرزنش سرویوس بدگویی کرد. پس چون پشتیبانی شمار کثیری از ایشان را کسب کرد، با گروهی از مزدوران مسلحش بر ساختمان سنا یورش آورد و بر تخت شاه نشست و خویشتن را شاه نامید. پس چون سرویوس به او اعتراض کرد، میان طرفداران آن دو جنگی درگرفت که در آن تارکوئینیوس متکبرْ سرویوسِ پیر را از کمر گرفته به پایین پله‌ها پرت کرد. وقتی سرویوسِ زخمی، که محافظانش فرار کرده بودند، داشت تنهایی به کاخش می‌رفت، شماری از مزدوران تارکوئینیوس تعقیبش کرده او را کشتند؛ تیتوس لیویوس احتمال می‌دهد که اینکار به توصیهٔ دخترش تولیای جوان‌تر انجام شده باشد. سپس تولیا بر ارابه نشست و به فروم (میدان مرکزی روم) درآمد و شوهرش را از ساختمان سنا فراخواند و نخستین کسی شد که او را «شاه» نامید. شوهرش او را فرمود به خانه بازگردد و از آن آشوب دور شود. در مسیر بازگشت به خانه، تولیا با جسد پدرش سرویوس روبرو شد. پس به ارابه‌ران دستور داد ارابه را از روی نعش پدرش بگذراند، سپس پیاده شد و دستانش را به خون پدرش آغشت و وقتی به خانه رسید، این خون را تقدیم لارها کرد. آن منظره چنان نفرت‌انگیز بود که زان‌پس رومیان آن خیابان را «خیابان شریر» نامیدند.

### نفرت از او و تبعیدش
در ۵۰۹ ق. م، پس از تجاوز سکستوس تارکوئینیوس به لوکرتیا و سرنگونی پادشاهی و تأسیس جمهوری، لوکیوس تارکوئینیوس متکبر و خانواده‌اش از روم تبعید شدند، و تولیا در حالی روم را ترک کرد که در تمامی شهر مردم او را نفرین کرده دشنام می‌دادند و خدایان را به انتقام‌گیری قتل پدرش فرامی‌خواندند.